# Uløya
Uløya (en same du Nord : Ulisuolu) est une île du comté de Troms, sur la côte de la mer de Norvège. L'île fait partie la municipalité de Skjervøy et de Nordreisa.

## Description
L'île de 78 km2 est située sur le côté est du Fjord de Lyngen. Uløya est la 56e plus grande île de Norvège. Toute l'île d'Uløya se trouvait à l'origine dans la municipalité de Skjervøy, mais en 1972, la partie sud-ouest de l'île a été transférée à Nordreisa. À la pointe sud-ouest d'Uløya se trouve le village de Hamnnes. Dans la municipalité de Skjervøy, à l'est de l'île, se trouve le village d'Uløybukt.
La population (2001) sur la partie Skjervøy de l'île est de 29,et la population (2001) sur la partie Nordreisa est de 65. Les deux côtés de l'île ne sont pas reliés par la route.